# Stan Kirsch
Stanley Benjamin Kirsch (Nueva York, 15 de julio de 1968-Los Ángeles, 11 de enero de 2020) fue un actor, guionista y director estadounidense.

## Biografía
Su primer trabajo como actor fue a los cuatro años cuando apareció en los anuncios de las sopas Campbell. Kirsch apareció en la serie de televisión de corta duración Riders in the Sky y en la telenovela General Hospital en 1992, pero su papel más notable llegó más tarde, ese mismo año, en la serie Highlander, interpretando el papel de Richie Ryan de 1992 a 1997. Dejó la serie como un miembro del reparto regular en la quinta y última temporada, pero hizo una aparición especial en el último capítulo de la serie.
Stan Kirsch debutó como director y productor con la película Ojo Directo: La película en 2004. Hizo apariciones en algunas series de televisión como JAG, Family Law y Friends.
Se suicidó a los 51 años, el 11 de enero de 2020, en la ciudad de Los Ángeles.

## Estudio de televisión
Los Estudios Stan Kirsch abrieron sus puertas a finales de 2008 y se han convertido rápidamente en un referente de las escuelas de interpretación de Los Ángeles. En el estudio trabajan y hacen sus audiciones actores que, bajo la dirección de Stan, han interpretado cientos de papeles en el cine y la televisión.
El enfoque de Stan incorporaba todos los métodos de actuación, herramientas prácticas y cómo utilizarlos. Preparaba a los actores para que tomasen decisiones sólidas, basadas no sólo en el papel en sí, sino también en el género que iban a interpretar y en el escritor que había creado el personaje. Stan también proporcionaba a los actores asesoramiento profesional sólido y un conocimiento general de cómo moverse en el negocio.

## Filmografía
Películas
- (2005) Deep Rescue
- (2004) Shallow Ground
- (2004) Straight Eye: The Movie (actor, escritor y director)
- (2000) The Flunky
- (1998) Reason Thirteen (corto)
- (1998) Shark in a Bottle

Series de Televisión
- (2002) First Monday
- (2000) Family Law
- (1999) The Love Boat: The Next Wave
- (1998) The Sky's on Fire
- (1996, 2001) JAG
- (1995) ABC Afterschool Special
- (1995) Friends
- (1992–1997) Highlander: The Series
- (1992) CBS Schoolbreak Special
- (1991) Riders in the Sky
- (1992) The Streets of Beverly Hills (piloto)
- (1996) Home Song